# Degradare Strecker
Degradarea Strecker este o reacție organică care transformă un α-aminoacid într-o aldehidă care conține catena laterală inițială, printr-un intermediar de tip imină. Este denumită după Adolph Strecker, un chimist german.
Observația inițială a lui Strecker a implicat utilizarea aloxanului ca oxidant în prima etapă, fiind urmată de hidroliză:
Reacția poate avea loc folosind o varietate de reactivi organici și anorganici.